# Lepthyphantes keyserlingi
Lepthyphantes keyserlingi este o specie de păianjeni din genul Lepthyphantes, familia Linyphiidae. A fost descrisă pentru prima dată de Ausserer, 1867. Conform Catalogue of Life specia Lepthyphantes keyserlingi nu are subspecii cunoscute.